# Port lotniczy Governor’s Harbour
Port lotniczy Governor’s Harbour – port lotniczy zlokalizowany w mieście Governor’s Harbour, na wyspie Eleuthera (Bahamy).